# (6253) 1992 FJ
(6253) 1992 FJ es un asteroide perteneciente al cinturón de asteroides, región del sistema solar que se encuentra entre las órbitas de Marte y Júpiter, descubierto el 24 de marzo de 1992 por Seiji Ueda y el astrónomo Hiroshi Kaneda desde el Kushiro Marsh Observatory, Hokkaido, Japón.

## Designación y nombre
Designado provisionalmente como 1992 FJ. 

## Características orbitales
1992 FJ está situado a una distancia media del Sol de 2,266 ua, pudiendo alejarse hasta 2,473 ua y acercarse hasta 2,058 ua. Su excentricidad es 0,091 y la inclinación orbital 4,228 grados. Emplea 1246,16 días en completar una órbita alrededor del Sol.

## Características físicas
La magnitud absoluta de 1992 FJ es 14,1. Tiene 4,055 km de diámetro y su albedo se estima en 0,296. 